# Erke

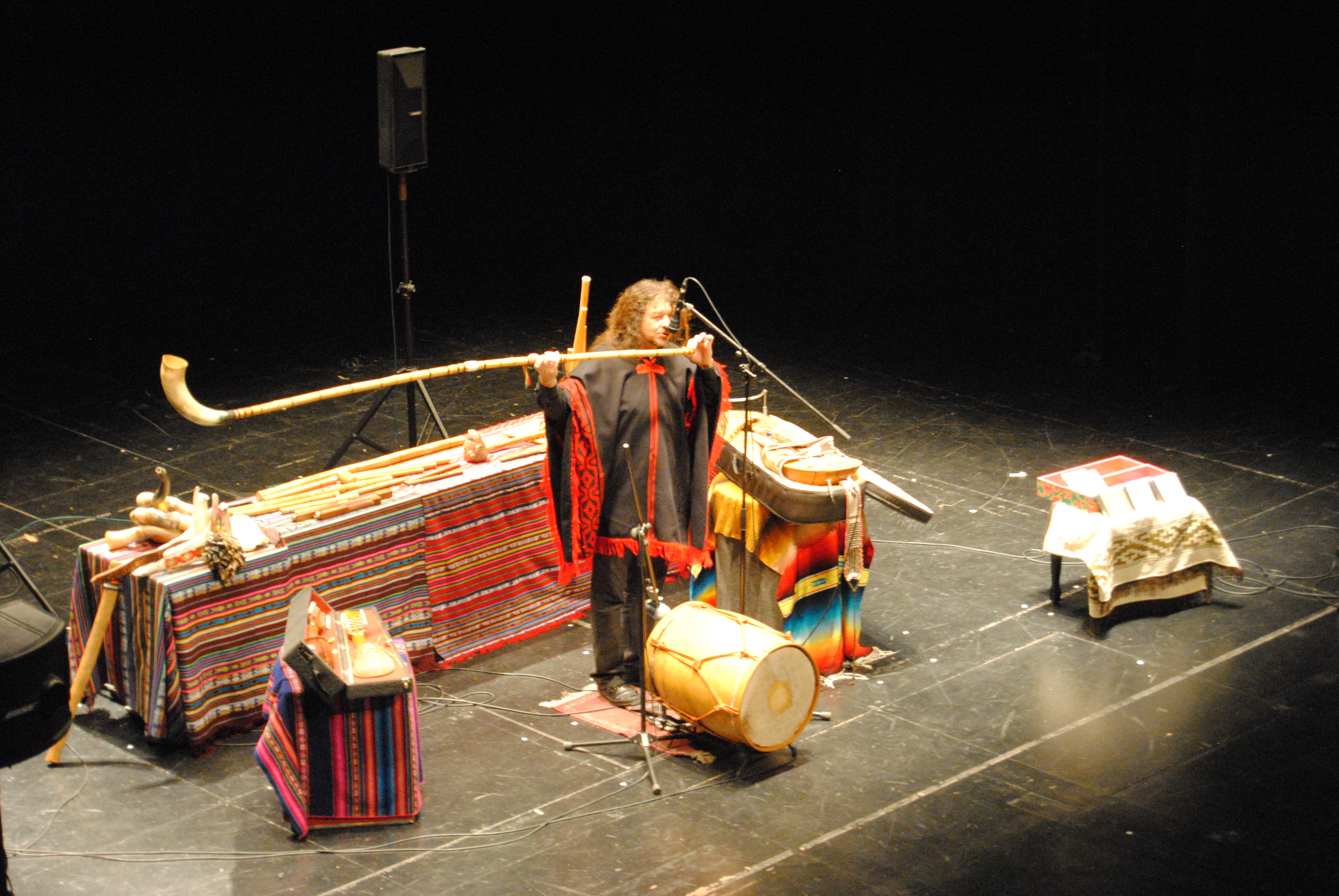
Erke

Erke (també erque, coroneta o quepa) és un instrument de vent de diferents formes i grandàries típic en celebracions públiques al nord de l'Argentina (províncies de Jujuy, Salta i Tucumán), zona nord de Xile, sud de Bolívia, els caminis del Perú (Catamarca, Huancavelica, Abancay) i Equador.
Mentre que erke a Argentina és una trompeta travessera, a Bolívia és un clarinet, i a la inversa, erkencho a Argentina designa un clarinet i a Bolívia la tormpeta.

## Estructura
L'erke pot medir 2 metres o més de llarg. Està format per 5 o més trams llargs de canya units en els seus extrems i formant un sol tub. Al tub format per les canyes se li eliminen els nusos interiors i la part exterior pot estar folrada amb budell o llana. A l'extrem superior posseeix un pavelló de banya bovina o de llautó. Els sons s'obtenen mitjançant el buf, les notes es graduen tapant o destapant la part ampla amb la mà.
L'extrem inferior té una embocadura per on es bufa. Aquest instrument pot aconseguir una longitud de dos a set metres; la "canya" tarijeña sol mesurar 4 metres. L'erke típic no té llengüeta a l'embocadura, complint la funció d'aquesta la mateixa llengua de l'executant introduïda dins d'un orifici lateral de la canya.

## Història
Encara que a la segona meitat del segle XX conjunts musicals de projecció folklòrica andina tocaven l'erke als seus recitals, entre els aborígens i criolls de l'àrea andina l'erke només es tocava als ritus (per exemple, durant els misachicos).
Tradicionalment només són homes adults els que toquen l'erke, considerant-se en poblacions aborígens una profanació que porta infortuni el fer-los sonar fora dels rituals. La desgràcia més lleu que implica infringir les normes és que es produeixin gelades en ple estiu. Aquest instrument s'acompanya amb la quena, o en els barris bolivians amb la tambora.
A Bolívia erke (clarinet) és un nom aimara que significa "nen petit ploramiques". Segons la regió té significats propis. a Jalq's és un clarinet idioglota amb pabelló de banya. L'erke es bufa per un petit tub de canya en el que s'ha realitzat una incisió longitudinal per a crear una llengüeta. Com el turumi, l'erk és un instrument de Carnaval que es pot tocar només en època de pluges. Durant la mateixa setmana de Carnaval l'erke forma part del conjunt musical pujllay. Els jal's toquen melodies pentatòniques. Per obtenir els sons necessaris, el músic realitza dos moviments diferents i simultanis: amb la mà dreta varia de manera constant la llargada del broquet, introduint-la més o menys profundament a la boca, mentre que amb la mà esquerra tapa i destapa l'orifici de sortida del pavelló.

## Instruments similars
Entre els maputxes i zones d'influència maputxe existeix un instrument molt similar anomenat trutruca. Un altre instrument amb un funcionament similar, encara que d'aspecte bastant diferent, és el didgeridoo, empleat pels aborígens australians.
També a la zona nord andina de Perú, a Cajamarca, existeix el clarí cajamarquino, que és una trompeta travessera de grans dimensions, entre 3 i 4 metres. Per tocar-la, el músic bufa de la mateixa manera en què es toca una trompeta, sostenint la canya enlaire de manera transversal al seu propi cos. En el clarí de cajamarca es distingeix, a l'extrem, el més llunyà del músic, una espècie de botzina, que pot ser de carabassa, coco o de llauna; el cos del clarí és de canya, tallada en determinada època de l'any perquè duri més i no s'esquinci. La dimensió de la canya permet sons més aguts o més greus distingint-se estils segons la zona: a Porcón, el so agut (3,50 m. de llarg); a Chetilla, de so "lúgubre i sentimental" (4 m. de llarg); i a Pampa Cajamarca, de so menys agut que el de Porcón.
Als Alps existeix un instrument força similar (potser a causa que va ser originat independentment -és a dir per poligenisme- pels mateixos motius que l'erke i la trutruca) en aspecte a l'erke o canya o trutruca: és la trompa dels Alps o alpenhorn (banya alpina) usat en aquesta regió muntanyenca europea per transmetre missatges entre les valls.